# ستيفن أنغرز
ستيفن أنغرز هو مبارز بالسيف كندي، ولد في 29 أبريل 1965 في مونتريال في كندا.

## وصلات خارجية
- ستيفن أنغرز على موقع أوليمبيديا (الإنجليزية)